# Fortitude
Fortitude er en britisk dramaserie skabt og skrevet af Simon Donald. En sæson på 12 episoder blev bestilt af Sky Atlantic i 2013, og havde premiere i Storbritannien 29. januar 2015. Serien foregår på Svalbard, og er blevet indspillet i Storbritannien og på Island.

## Medvirkende
- Richard Dormer som Sheriff Dan Andersen
- Stanley Tucci som DCI Eugene Morton
- Michael Gambon som Henry Tyson
- Sofie Gråbøl som Governor Hildur Odegard
- Christopher Eccleston som Professor Charlie Stoddart
- Chipo Chung som Trish Stoddart
- Nicholas Pinnock som Search & Rescue Pilot Frank Sutter
- Jessica Raine som Julia 'Jules' Sutter
- Darwin Brokenbro som Liam Sutter
- Verónica Echegui som Elena Ledesma
- Luke Treadaway som Vincent Rattrey
- Sienna Guillory som Natalie Yelburton
- Johnny Harris som Ronnie Morgan
- Elizabeth Dormer-Phillips som Carrie Morgan
- Darren Boyd som Markus Huseklepp
- Jessica Gunning som Shirley Allerdyce
- Mia Jexen som Officer Ingrid Witry
- Alexandra Moen som Officer Petra Bergen
- Björn Hlynur Haraldsson som Officer Eric Odegard
- Aaron McCusker som Jason Donnelly
- Michael Obiora som Max Cordero
- Emil Hostina som Yuri Lubimov
- Phoebe Nicholls som Dr. Margaret Allardyce
- Ramon Tikaram som Tavrani